# Lijst van rivieren in Libanon

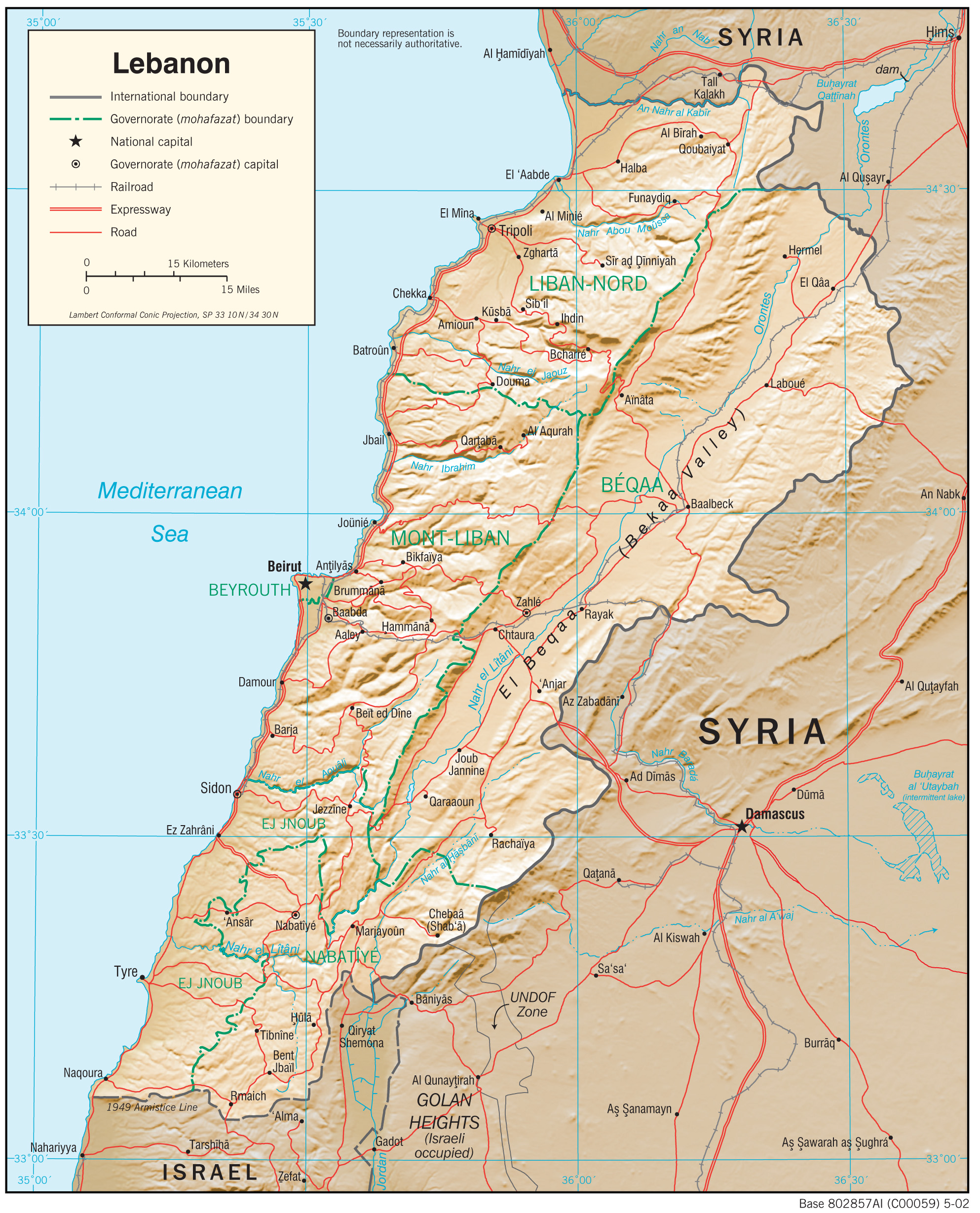
Kaart van Libanon.

Dit is een lijst van rivieren in Libanon. De rivieren in deze lijst zijn geordend naar drainagebekken en de opeenvolgende zijrivieren zijn ingesprongen weergegeven onder de naam van elke hoofdrivier.

## Stromend naar deMiddellandse Zee
- Asi (Orontes), stroomt naar het noorden richting Syrië en Turkije en mondt daar uit in de Middellandse Zee
- Nahr al-Kabir al-Janoubi  (Nahr al-Kabir, Eleutherus), markeert een deel van de noordgrens tussen Libanon en Syrië
- Astoun (Ostouene)
- Nahr Ghadir
- Arqa
- Nahr al-Bared
- Kadisha (Nahr Abu Ali)
- Al-Jawz (Jaouz)
- Nahr Ibrahim (Adonis)
- Nahr al-Kalb (Dog, Lycus)
- Beiroet (Nahr Beirut, Magoras)
- Damour (Nahr Al Damour, Damoros, Tamyrus)
- Awali (Asclepius)
- Siniq (Sayniq)
- Zahrani
- Litani (Qasimiyeh, Leontes)

## Stromend naarendoreïsche bekkens

### Dode Zee
- Jordaan (Jordanië, Israël)
  - Banias (Syrië, Israël)
    - Hasbani